# 極道ペテン師
『極道ペテン師』（ごくどうペテンし）は、1969年に公開された日本映画。
1967年公開の『喜劇 東京の田舎っぺ』で監督昇進した千野皓司監督が、野坂昭如『ゲリラの群れ』を原作に釜ヶ崎オールロケで1年がかりで撮った。大企業や富裕層ばかりを標的にしたスラム街の詐欺グループの面々による、滑稽でなりふり構わない生き方を軽妙に描きながら、戦後はいまだ終わっていない日本社会の欺瞞を痛烈に風刺した野心的な社会派コメディである。
『エロ事師たちより 人類学入門』、第36回カンヌ国際映画祭パルム・ドールを受賞した『楢山節考』等といった今村昌平作品を手がけたプロデューサーの友田二郎、『キューポラのある街』、『復讐するは我にあり』等を手がけた撮影の姫田真佐久、新藤兼人作品を多く手がけた音楽の林光といった顔触れが本作に関わっている。
製作のノーベルプロダクションは、出版会社ノーベル書房の映画制作部門として設立されたプロダクションで、本作が第1回作品であった。
シナリオ第1稿タイトルは『喜劇 ゲリラの群れ』だったが、日活側が一方的に改題した。

## ストーリー
舞台は、釜ヶ崎のスラム街。24年前（製作当時）に終わった戦争で落ちた米軍機の不発弾の先が路上から顔を覗かせていて、ケンケンパと飛ぶ子供、便器代わりにションベンを引っかける者、枕代わりに寝込む酔ッ払いと、すっかり街の日常に溶け込んでいた。
そんな街で生活している主人公・カンパイは、印鑑屋、ブック、挨拶屋、葬式屋とグループを組み、大企業と富裕層を標的にした詐欺を繰り返していた。カンパイ等は競馬場で罠にかけた和尚の寺を乗っ取ってニセ宗教を立ち上げ、オバちゃん達に瀬戸物の御神体を拝ませて荒稼ぎした末に寺を売り払い、その金で温泉豪遊旅行へと出かけ、同じく泊りに来たミッションスクール系の女子高生達が入浴する女湯に従業員の振りして堂々と入ったりする等やりたい放題。
そんな日々は、謎の子供・ケン坊の出現で一変する。ケン坊はカンパイのことを何故か「お父ちゃん!」と呼ぶが、心当りはない。実はカンパイ、数年前に巻き込まれた交通事故の後遺症でEDになっていたのだ。その日以来カンパイはケン坊に振り回されっぱなしで、詐欺活動も女とのデートもままならなくなる。
ケン坊に対し憎しみを持ちながらも父性愛がほのかに芽生え始めていたカンパイだったが、突然の不発弾暴発により、ケン坊があっけなく爆死。カンパイはショックと怒りから不発弾を放置していた区役所に怒鳴り込むが、職員達に冷たくたらい回しにされる。それにブチキレたカンパイは、区役所前に停車してあったバキュームカーのホースを抱えて再び突入し、役所内に黄色い汚物シャワーを大量にブチまけた。
やがて警察の追跡の手が、カンパイ達に迫って行く。

## 惹句
だました野郎が悪いのか
はまった奴が馬鹿なのか－
《ビデオ版》
ウソで固めたおいしい話 よだれ出したら運のつき
こんどやる時ゃ ブファーッといこう!!

## スタッフ
- 監督：千野皓司
- 企画：友田二郎
- 原作：野坂昭如「ゲリラの群れ」（光文社カッパ・ノベルス）
- 脚本：村井良雄、千野皓司
- 助監督：伊地智啓、白井伸明
- 撮影：姫田真佐久
- 音楽：林光
- 美術：徳田博
- 編集：丹治睦夫
- 録音：神保小四郎
- 照明：松下文雄
- スチール：土屋豊
- 題字：加茂牛之
- 協賛：株式会社キョーエイ 赤まむしドリンク
- 製作：ノーベルプロダクション
- 配給：日活

## キャスト
- フランキー堺：カンパイ
- 伴淳三郎：ブック
- 朝丘雪路：八重ちゃん
- 清川虹子：オタケ
- 梶芽衣子：アケミ
- 曽我廼家明蝶：和尚
- 大辻伺郎：印鑑屋
- 南利明：挨拶屋
- 加藤武：瀬戸物職人
- 世志凡太：葬式屋
- 川喜多純子：ユリ
- 二宮博見：ケン坊
- 島米八：キンちゃん
- 松井康子：ミチコ
- 殿山泰司：MHK集金人
- 坊屋三郎：区役所庶務係
- 江角英明：区役所区民係
- サトーサブロウ：檀家総代
- 福地トモ：挨拶屋の女
- 尾名昭造：親分
- 伝法三千雄：エロ事師
- 丹羽志津：マンションの女
- 臼井かつみ：へソナル電気社員

## エピソード
- 千野皓司は本作を釜ヶ崎オールロケで1年がかりで撮ったが、その間に製作資金が尽きて、スタッフへのギャラ未払い問題も浮上した。そして会社側からも一時撮影中止を宣告されたことがあった。千野は粘り強く交渉して5日間という猶予をもらい、ようやく撮り上げている。かつてノーベルプロダクション設立段階から製作に関わっていた大西俊郎が、自身のブログでギャラ未払い問題に言及しており、結局ギャラは支払われることなく、現在にいたるとのことである。
- 本作ではフランキー堺扮するカンパイと二宮博見扮するケン坊による「お父ちゃん!」「お父ちゃんと呼ぶな!」といったやり取りが描かれていたが、これは千野が後に手がけたテレビドラマの代表作「パパと呼ばないで」での石立鉄男扮する右京と杉田かおる扮するチー坊の原型を思わせる。
- 本作が石原プロモーション関係者の目に留まり、『ある兵士の賭け』の監督に千野は抜擢されたが、演出プランを巡ってプロデューサーと衝突した末、途中降板させられ、以降映画界から長年にわたって干された。